# 高溴酸钾
高溴酸钾是一种无机化合物，化学式为KBrO4，它是正交晶系晶体，具有BaSO4结构，可由高溴酸和氢氧化钾反应制得。高溴酸钾中的溴酸钾杂质可以通过重结晶大幅减少。
它在275 °C分解，生成KBrO3并放出氧气，在390 °C得到KBr。